# Мусхаф Али

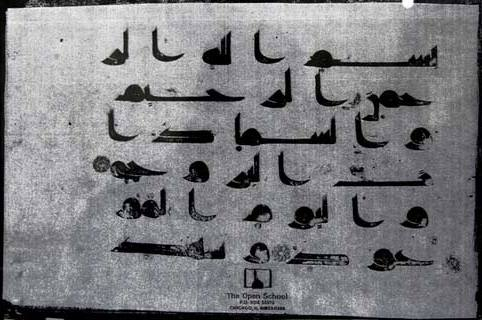
Предполагаемый манускрит Мусхафа Али. На этой странице первые три аяты из суры Аль-Бурудж (Созвездие зодиака).

Мусха́ф Али́ (араб. مصحف علي‎) — согласно шиитской традиции, утерянный свиток Корана и хадисов, составленный имамом Али ибн Абу Талибом. Существование и состав свитка является одной из тем суннито-шиитской полемики. Согласно шиитской истории Корана, «Мусхаф Али» является первым тафсиром Корана, составленным в течение первых шести месяцев после смерти пророка Мухаммеда. По убеждениям шиитов, свиток содержал хадисы, обосновывающие право на власть над мусульманами не тех людей, которые пришли к власти, что и послужило причиной утраты свитка. С точки зрения некоторых групп гулата, к мусхафу Али относятся Суры Аль-Нурайн и Аль-Вилайя.

## Цитаты шиитских богословов
от Салима ибн Салямы сказавшего: "Некий человек прочитал (Коран) возле Абу Абдуллаха (Мир ему!) и я услышал из Корана то, чего нет в том, что читают люди. Тогда Абу Абдуллах сказал: «Отстранись от этого чтения, читай так, как читают люди пока не выйдет аль-Каим. Когда выйдет аль-Каим, то он будет читать Книгу Аллаха правильно и выведет тот аль-Мусхаф, который записал Али (Мир ему!)». Потом он (Абу Абдуллах) сказал: "Тот (мусхаф) Али вынес людям, после того, как оставался в уединении и написал его и сказал им: «Это Книга Аллаха, в том виде, в котором Её послал Аллах Мухаммаду (Да благословит его и его семью Аллах!), я собрал Её между этими двумя обложками (досками)». Они ответили: «То, что у нас имеется это мусхаф, в нём собран Коран, мы не нуждаемся в твоем». Он сказал: "Клянусь Аллахом! Вы никогда не увидите его после этого вашего дня. Я был обязан сообщить вам когда собрал его и что бы вы прочли его— Аль-Кулайни. Усуль аль-Кафи. — Аль-Хинд. — С. 67.

У Амир аль-муминина (Али) был особенный Коран, который был собран им самим после смерти Пророка (Да благословит его и его семью Аллах!), и он (Али) преподнес его (особенный Коран) народу, но они отвернулись от него, и он скрыл его от их глаз. Этот (Коран) находится у его потомков и передается от одного имама другому, также как и передаются остальные особенности имамата и клады пророчества. И он (особенный Коран) находится у аль-Худжжы, да ускорит Аллах его выход! Он явится к людям с этим Кораном и прикажет его читать. Он противоречит существующему Корану в собрании, порядке сур, порядке аятов и отдельных слов, он отличается в сокращённости и дополнениях, а также в нём сказано о том, что истина вместе с Али, а Али с истиной. В существующем Коране есть искажения с двух точек зрения….и т. д.— Ан-Нури ат-Табари. Фасл аль-Хытаб. — С. 97.